# Close to Me (singel G-Unit)
Close to Me - singel promujący album pt Terminate on Sight, amerykańskiego zespołu hip-hopowego G-Unit. Został wydany w 2008 roku. Do utworu powstał teledysk, który jest animowany.